# Bank Estonii

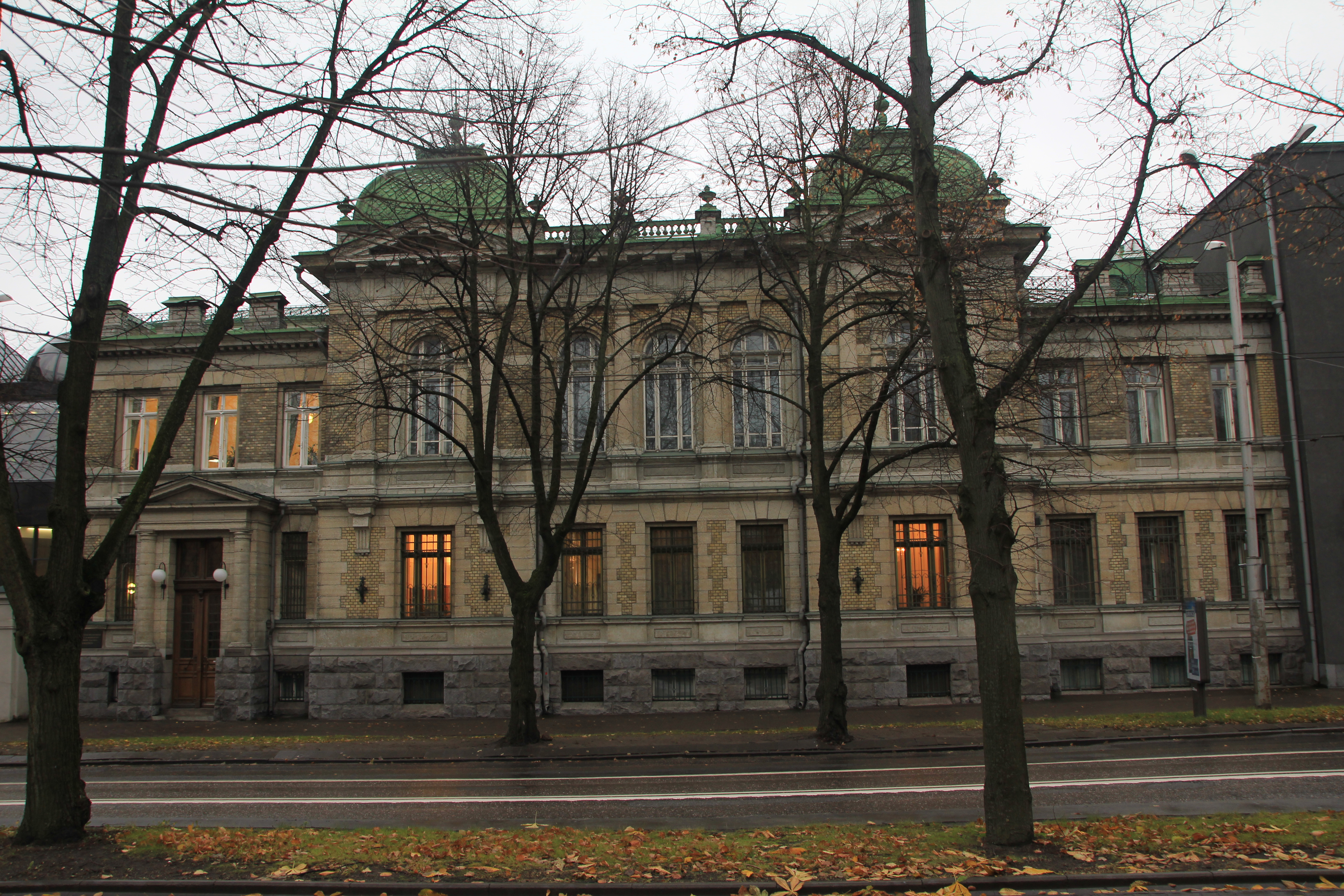
Główna siedziba Banku Estonii w Tallinnie do 1935

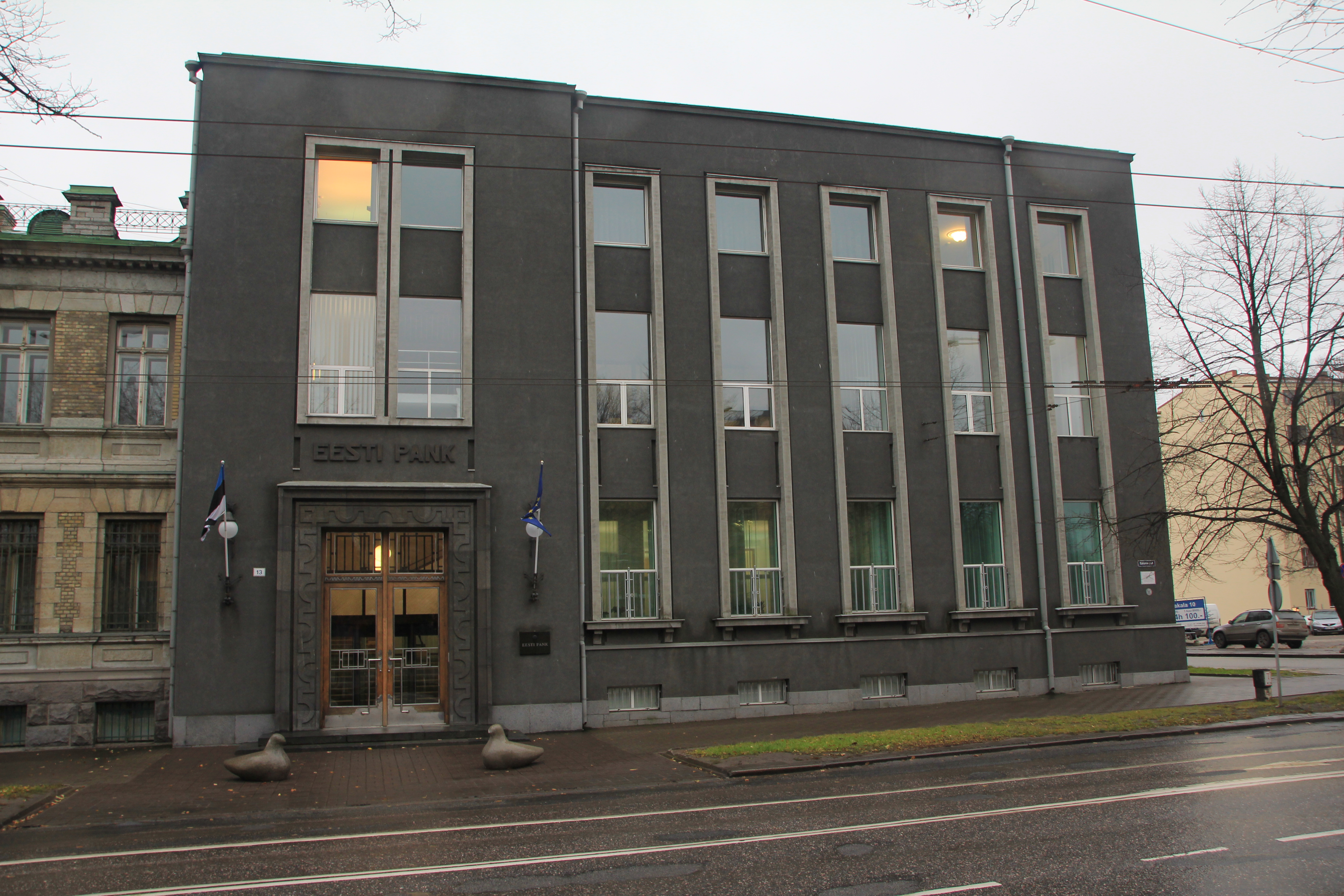
Główna siedziba Banku Estonii w Tallinnie od 1935

Bank Estonii (est. Eesti Pank) – centralny bank Estonii z siedzibą w Tallinnie, istniejący od 1919 do likwidacji podczas okupacji sowieckiej w 1940 roku. Odrodzony 1 stycznia 1990 roku przed przywróceniem niepodległości Estonii. Od maja 2004 członek Europejskiego Systemu Banków Centralnych, od 1 stycznia 2011 roku członek Eurosystemu.

## Historia Banku Estonii
Bank Estonii został powołany do życia dekretem estońskiego rządu tymczasowego w 1919 i otrzymał prawo do emisji waluty narodowej. Początkowy kapitał banku wynosił 10 milionów marek estońskich pochodzących z zasobów skarbu państwa. Od 1921 bank rozpoczął emisję banknotów w walucie markowej. W latach 1924–1926 przygotowano reformę walutową Estonii zakładającą przejście od marki do korony estońskiej. W 1927 Bank Estonii stał się niezależną instytucją emitującą środki płatnicze, a jego kapitał stały wzrósł z 2,5 do 5 milionów koron i składał się z narodowej rezerwy w złocie i walutach obcych oraz pożyczki w wys. miliona funtów szterlingów udzielonej przez Wielką Brytanię. Nowa waluta, korona estońska, wprowadzona została do obiegu w 1928 roku. Korona została sztywno powiązana z funtem szterlingiem, który odpowiadał 18,35 korony. Po okupacji Estonii przez ZSRR w czerwcu 1940, bank został znacjonalizowany, a następnie oficjalnie zlikwidowany, a jego aktywa zostały przejęte przez republikański oddział Banku Państwowego ZSRR. Koronę estońską wymieniano po kursie 1 korona=1,25 rubla, chociaż wartość rynkowa korony wynosiła 8.10 rubli. Po zajęciu Tallinna przez wojska niemieckie, latem 1941, Bank Estonii wznowił swoją działalność. W 1943 stał się filią Gemeinschaftsbank Ostland w Rydze i działał pod nazwą Gemeinschaftsbank Estland, jednak nie miał prawa do emisji waluty. Po ponownym wkroczeniu Rosjan w 1944, sytuacja banku wróciła do stanu sprzed wybuchu wojny niemiecko-sowieckiej. W grudniu 1989 podjęto decyzję o odrodzeniu Banku Estonii z dniem 1 stycznia 1990 roku. Bank zajmował się od 1991 do 2010 roku emisją waluty narodowej, korony estońskiej. Po wprowadzeniu w Estonii euro rola emisyjna banku przeszła w gestię Europejskiego Banku Centralnego.

## Główna siedziba Banku Estonii w Tallinnie
Budynek głównej siedziby Banku Estonii w Tallinnie przy Estonia pst 13 został wzniesiony w 1935 w stylu funkcjonalizmu. Autorami budynku byli architekci Ernst Habermann i Herbert Johanson. Gmach stał się główną siedzibą Banku Estonii od 1935 i ponownie stał się własnością Banku Estonii w 1992 roku. Sąsiedni budynek, wzniesiony w 1909 w stylu historyzmu, był główną siedzibą Banku Estonii w latach 1919–1935. Przed I wojną światową budynek stanowił lokalną filię Rosyjskiego Banku Narodowego. Został zaprojektowany przez Aleksandra Jarona i był wzorowany na podobnym banku w Petersburgu. W sąsiadującym z nim budynku przy Estonia pst 11 (były gmach Towarzystwa Kredytowego Estońskiego Rycerstwa) mieści się obecnie Muzeum Banku Estonii prezentujące interesującą ekspozycję dotyczącą dziejów Banku Estonii i emitowanych przezeń walut od 1919 roku.

## Prezesi Banku Estonii od 1919
| #  | Portret | Prezes                     | Kadencja         | Kadencja         |
| #  | Portret | Prezes                     | Od               | Do               |
| -- | ------- | -------------------------- | ---------------- | ---------------- |
| 1  |         | Mihkel Pung (1876-1941)    | marzec 1919      | sierpień 1919    |
| 2  |         | Eduard Aule (1878-1947)    | październik 1921 | październik 1925 |
| 3  |         | Artur Uibopuu (1878-1930)  | październik 1925 | listopad 1926    |
| 4  |         | Jüri Jaakson (1870-1942)   | listopad 1926    | lipiec 1940      |
| 5  |         | Juhan Vaabel (1899-1971)   | lipiec 1940      | październik 1940 |
| 6  |         | Martin Köstner (1899-1977) | 1944             | 1949             |
| 7  |         | Oskar Kerson (1887-1980)   | 21 stycznia 1968 | 31 grudnia 1980  |
| 8  |         | Rein Otsason (1931-2004)   | 28 grudnia 1989  | 23 września 1991 |
| 9  |         | Siim Kallas (1948-)        | 23 września 1991 | 27 kwietnia 1995 |
| 10 |         | Vahur Kraft (1961-)        | 27 kwietnia 1995 | 7 czerwca 2005   |
| 11 |         | Andres Lipstok (1957-)     | 7 czerwca 2005   | 7 czerwca 2012   |
| 12 |         | Ardo Hansson (1958-)       | 7 czerwca 2012   | nadal            |